# هیتوشی ساکیموتو
هیتوشی ساکیموتو (انگلیسی: Hitoshi Sakimoto؛ زادهٔ ۲۶ فوریهٔ ۱۹۶۹) آهنگساز، طراح بازی، نوازنده پیانو، و تهیه‌کننده موسیقی اهل ژاپن است. وی از سال ۱۹۸۸ میلادی تاکنون مشغول فعالیت بوده‌است.